# Fritz Jakob von Anwil
Ritter Fritz Jakob von Anwil (* um 1460, † vor 1537 vermutlich in der Burg Neu-Andwil bei Rickenhueb, Gemeinde Waldkirch) war Hofmeister am Hochstift Konstanz und Obervogt in Bischofszell.

## Herkunft und Familie
Fritz Jakob von Anwil stammte aus dem Ostschweizer Niederadelsgeschlecht von An(d)wil und heiratete 1526 in zweiter Ehe Anna von Klingenberg. Sein Sohn Hans Albrecht von Anweil war Bürgermeister von Freiburg im Breisgau und Landvogt des baden-durlachischen Oberamts Rötteln.

## Leben
Fritz Jakob Anwil war und Gerichtsherr über Dozwil und ab 1498 am bischöflichen Hof zu Konstanz tätig. 1500 wurde er Hofmeister und 1508 Obervogt von Bischofszell. 1500 bis 1524 verhandelte er in wichtigen Angelegenheiten mehrmals auf eidgenössischen Tagsatzungen.
1523 tat Anwil als Leiter der bischöflichen Gesandtschaft zur Zürcher Disputation seine Sympathie für Huldrych Zwingli kund. Darauf erfolgte vermutlich März 1523 die Entlassung als Hofmeister und wahrscheinlich 1525 als Obervogt. Anwil entschied sich endgültig für die Reformation und pflegte Briefwechsel mit den Reformatoren Joachim Vadian und Zwingli. Ab 1526 verfasste er politische Reime, Kirchenlieder und eine kurze Beschreibung des Thurgaus. 1529 war er Hauptförderer der Reformation in Bischofszell.